# Faríd al-Marzúki
Faríd al-Marzúki (arabul: فريد علي) (1965. január 1. –) Egyesült Arab Emírségekbeli nemzetközi labdarúgó-játékvezető.

## Pályafutása
Az Egyesült Arab Emírségekbeli labdarúgó-szövetség Játékvezető Bizottsága 2000-ben terjesztette fel nemzetközi játékvezetőnek, a Nemzetközi Labdarúgó-szövetség (FIFA) bíróinak keretébe. Több válogatott és nemzetközi klubmérkőzést vezetett. A nemzetközi játékvezetéstől 2009-ben a FIFA 45 éves korhatárának elérésével búcsúzott.
A 2010-es dél afrikai világbajnokságra az Omán–Nepál (2–0) selejtező-mérkőzést irányította.
A Kínában rendezett 2004-es Ázsia-kupán két mérkőzést vezetett: a csoporttalálkozó (Thaiföld–Japán 1–4) és a bronzmérkőzés (Irán–Bahrein 4–2).
2006-ban az Ázsiai Labdarúgó-szövetség (AFC) felkérte, hogy az U17-es ifjúsági labdarúgó tornán működjön közre játékvezetőként.